# ふら・ふろ
『ふら・ふろ』は、カネコマサルによる日本の漫画作品。芳文社の月刊雑誌『まんがタイムきららキャラット』にて2007年11月号から2010年6月号まで連載された。タイトルに併記されている英語表記は『flat&flow』。アパートの管理人・ハナとナツが、貧乏ながらも明るく生活する毎日を、コミカルかつシュールに描く1ページコミック作品。

## 主な登場人物

### アパートの住人
ハナ
4室しか無いアパートをナツと共同で住み込み管理している女性。部屋の料理担当。貧乏ながらも楽観的で天真爛漫、更に高いテンションの持ち主であり、興味を引く事象を見つけてははしゃいでいる。基本的にボケ役であり、意図的にネタを仕込んでナツのどつきツッコミを待つシーンもある。
鍵盤楽器や打楽器を幾つか所持しており、特にギターでは、貧乏生活の思いのたけを歌にして弾き語りをすることもある。また楽器のみならずガラクタやパーティグッズを集める癖があり、掃除の際、或いは出費面の理由で度々ナツに叱られている。
季節の変化や行事にはこだわり、ひまわりやススキをどこからか調達してきては、お師匠とともに敷地に植えている。
ナツ
ハナと同室で暮らし、同じくアパートの管理で生計を立てる女性。部屋の家計担当、お財布は彼女が握っている。
ハナとは対照的に実利的で几帳面な性格であり、彼女のボケに対するツッコミ役を務める。ツッコミの際に用いられるハリセンはハナが段ボールで作成したもの。
バスト70センチ台の貧乳で、そのうえクールな素振りと飾り気の無いファッションからボーイッシュな風合いを持っており、ハナにそそのかされ、カップル特典のあるレストランに男役で入店した事がある。また体育会系出身であり、スタミナや運動神経でハナに大きく勝る描写がある。しかし一方で、ヨーグルトの空き瓶で風鈴を作るなど可愛らしい一面も持っている。
ハナ共々映画も好むが、貧乏生活ゆえ電器屋の店頭テレビが二人にとっての映画鑑賞の場である。
お師匠
アパートの2階、201号室に住む幼い女の子。本名は未登場。両側にまとめたお団子頭が特徴。
ハナが興味を持つあらゆる分野に於いて秀でており、動物と心が通っているかのように戯れる姿を見たハナが弟子入りしたことから、「お師匠」と呼ばれるようになった。また動体視力にも優れ、回転中のねずみ花火を箸でキャッチし周りを驚かせている。
まったく喋らないながらも、常にお弁当用の魚型醤油容器を携帯していたり、破ったお札を復元する手品をしてみせたりと、予測不能な行動をすることが多い。その反面、お祭りのムードに高揚し、開いた傘で神輿の真似事をするなど歳相応の行動も見せている。
なお、同居しているであろう保護者は、母親らしき女性の首から下が一度描かれている。
吉田アオ（よしだ アオ）
ハナとナツの隣の部屋（101号室）に入居した女子高生。
小学生にも見える低身長の眼鏡っ子で、高校入学に合わせて部屋探しをしていた際に大家さんに拾われた。
幸薄い性質であり、曲がり角で自転車にひかれるのは日常茶飯事。花見の最中も落とし穴に落ちた挙句猫に噛まれ、ついには原付バイクに憧れた想像の中ですらアイベックスにはねられてしまう。
重度の花粉症持ちで、時期になると自分の部屋を間違える程に思考能力が低下する。

### その他
大家さん
アパートの大家で、気の強い女性。
登場時は襖をぶち抜くのがお決まりで、語調も男気溢れる豪快な性格。また酒癖が悪く、門松や幟をどこかから盗んできてはハナとナツに見せびらかしている。二人に食べ物をおごったりドライブに連れていったりする世話好きな面もあるが、車の運転も荒く基本的には恐れられている。車は左ハンドル。
可愛い女性を好く傾向があり、ナツに過剰なスキンシップを迫ったり、お師匠を捕獲しようとする場面がある。
店長
ハナとナツが時折訪れる古着屋「Clover」の女性店長。
したたかな商売上手である一方、カップル客には嫉妬の眼差しを向けており、割り箸呼ばわりしている。
カウンターにいる間は気だるげな様子で、缶おしるこを飲んだり、携帯ゲーム機に興じたりする描写がある。
あきつ
古着屋「Clover」の女性店員。年単位で勤めており、店長には「アキっちゃん」と愛称で呼ばれている。
既に彼女の手玉に取られており、いじられることもしばしば。割り箸側の人間。
すめらぎ さち
大家さんの姪でお師匠とも年が近い幼子だが、大家さんに似た目のキツさも持っているツッコミキャラ。
彼女や父親から「勝負の時はやる気で」と教え込まれているため、勝ち負けが絡むと相手に関わらず本気で臨んでいる。

## 書誌情報
- カネコマサル『ふら・ふろ』 芳文社〈まんがタイムKRコミックス〉、全3巻
  1. 2008年6月27日発売、ISBN 978-4-8322-7708-3
  2. 2009年7月12日発売、ISBN 978-4-8322-7817-2
  3. 2010年6月27日発売、ISBN 978-4-8322-7919-3

装丁はよつばスタジオの里見英樹。